# ديفيد روبرتسون (كاتب)
ديفيد روبرتسون هو كاتب كندي، ولد في 12 يناير 1977.

## وصلات خارجية
- الموقع الرسمي